# Katherin Fernández
Katherin Fernández (nacida el 11 de febrero de 1991) es una empresaria, decoradora e influenciadora cubana radicada en Estados Unidos, reconocida por ser la propietaria de la empresa Closet Detail. A través de su compañía, ha realizado diseños para celebridades como Scarlet Ortiz, Alicia Machado, Norkys Batista, María Celeste Arrarás, Alexis Valdés, Giselle Blondet y Dayanara Torres, entre otros. De acuerdo con la revista Forbes, Fernández es «un ícono hispano en Estados Unidos».

## Biografía

### Inicios
Fernández nació en Cuba en 1991. En 2012 decidió radicarse en los Estados Unidos junto con su esposo Abdiel Rodríguez. En una entrevista con el diario La Nación, confesó que los primeros años desde su llegada al país norteamericano fueron difíciles a nivel económico, por lo que debió trabajar en supermercados, restaurantes, acuarios y almacenes de calzado para lograr el sustento.

### Closet Detail y actualidad
En marzo de 2017 creó junto con su esposo Closet Detail, una empresa con sede en Miami dedicada a la fabricación y montaje de vestidores y espacios de guardado. Tras enviar cientos de mensajes a través de sus redes sociales a personalidades de los medios radicadas en los Estados Unidos ofreciendo sus servicios, la actriz, modelo y presentadora venezolana Scarlet Ortiz se convirtió en su primera clienta del mundo del entretenimiento.
A partir de entonces, con su empresa ha diseñado vestidores y espacios de guardado para celebridades de la televisión y las redes como Alicia Machado, Norkys Batista, María Celeste Arrarás, Alexis Valdés, Daniela di Giacomo, Ana Jurka, Claudia Valdés, Francisca Lachapel, Rashel Díaz, Imaray Ulloa, Giselle Blondet, Dayanara Torres, Zuleyka Rivera, Gaby Espino y Carolina Sandoval, entre otros. Desde sus cuentas de Instagram y TikTok, Fernández comparte videos junto a los famosos que contratan sus servicios.
De acuerdo con la revista Forbes, Closet Detail «refacciona los armarios de cinco mil casas por año». Adicionalmente, Fernández ha aparecido como experta en decoración en diversos espacios de la cadena Telemundo.